# Якушево (Шуйский район)
Якушево — деревня в Шуйском районе Ивановской области. Входит в состав Остаповского сельского поселения.

## География
Находится в южной части Ивановской области на расстоянии приблизительно 15 км на юг-юго-восток по прямой от районного центра города Шуя на левом берегу реки Теза.

## История
Деревня была отмечена на карте 1840 года. В 1859 году здесь (тогда деревня в составе Шуйского уезда Владимирской губернии) было учтено 25 дворов.

## Население
Постоянное население составляло 159 человек (1859 год), 37 в 2002 году (русские 97 %), 51 в 2010.